# Province de Kanchanaburi
Kanchanaburi (en thaï : กาญจนบุรี) est une province (changwat) de Thaïlande.
Elle est située dans le centre du pays. Sa capitale est la ville de Kanchanaburi. Elle est frontalière de la Birmanie (Région de Tanintharyi, État Môn et État Karen.
Elle est traversée par la rivière Kwaï et la Kwaï Yai, dont la confluence forme la Mae Klong, qui se jette dans la Baie de Bangkok.
La nature calcaire du sol fréquente dans la région explique l'abondance des cascades et des grottes dans la région.

## Curiosités
- Le village préhistorique de Ban Kao et son musée national
- Col des Trois Pagodes
- Prasat Muang Sing, temple khmer
- Wat Tham Mankhon Thong (thaï : วัดถ้ำวังมังกรทอง ; litt "Temple troglodytique du dragon d'or"), temple bouddhiste des "nonnes flottantes"[3]
- Parc national d'Erawan, parc national de Sai Yok, parc national de Khuen Srinagarinda...
- Voie ferrée de la mort célèbre pour son pont de la rivière Kwaï.

## Sceau
Le sceau de la province montre les 3 stûpas du Col des Trois Pagodes, point de passage stratégique vers le Tenasserim.

## Subdivisions

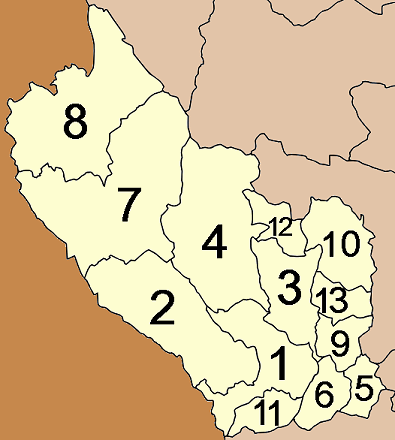
Carte des amphoe de la province de Kanchanaburi.

Kanchanaburi est subdivisée en 13 districts (amphoe) : Ces districts sont eux-mêmes subdivisés en 98 sous-districts (tambon) et 887 villages (muban).
| 1. Mueang Kanchanaburi 2. Sai Yok 3. Bo Phloi 4. Si Sawat 5. Tha Maka 6. Tha Muang 7. Thong Pha Phum | 1. Sangkhla Buri 2. Phanom Thuan 3. Lao Khwan 4. Dan Makham Tia 5. Nong Prue 6. Huai Krachao |